# Roger Luque
Roger Luque (Ciudad Ojeda, 8 januari 1980) is een Venezolaans honkballer.

## Loopbaan
Luque, een linkshandige werper, is sinds zijn zeventiende professioneel honkballer. Nadat hij in zijn jeugd in Venezuela had gehonkbald, ging hij spelen in de Verenigde Staten waar hij tussen 1997 en 2008 uitkwam voor diverse clubs in de minor leagues (tot double A-niveau) alsmede in de Independent Leagues. Daarnaast komt hij off-season in Zuid-Amerika uit in de Panamese Winter League.

## Europa
In het seizoen 2010 heeft hij een contract getekend bij HCAW uit Bussum en zal na afloop van de play-offs in Panama in de Winter League zijn debuut maken in de Nederlandse hoofdklasse. Hij zal na Oscar Montero en Dirimo Chávez de derde Venezolaan zijn die voor HCAW uitkomt.

## Nationaal team
Sinds 2006 maakt Luque deel uit van het nationale honkbalteam van Venezuela. Tijdens de wereldkampioenschappen van 2009 in Nederland was hij opgesteld als werper.